# The Fireman (gruppo musicale)
The Fireman è il nome dato agli esperimenti di musica elettronica di Paul McCartney e Youth. È molto probabile che Paul abbia scelto il nome The Fireman (che significa "pompiere") in omaggio alla metafora di George Harrison che descrive il peso della responsabilità di essere uno dei Beatles sopravvissuti. In una intervista pubblicata dalla rivista Rolling Stone nel 1987 Harrison disse: «Non credo che ti possa mai ritirare. Diciamo che mi sento come un pompiere. Un pompiere non se ne sta seduto nella sua uniforme da pompiere tutta la vita. Ma quando va a lavorare, si fa coraggio e sale sulla sua autopompa».
Nel 1993, il duo pubblicò il primo album: Strawberries Oceans Ships Forest, e proseguì con Rushes nel 1998. Nel 2000, Youth prese parte all'album di McCartney Liverpool Sound Collage, che per stile è simile a quelli dei The Fireman. L'ultimo album, Electric Arguments, è disponibile sul loro sito internet.
Nel giugno del 2008, il sito ufficiale di McCartney annunciò che il brano chiamato Lifelong Passion (Sail Away), proveniente dall'album Electric Arguments, sarebbe stato disponibile per il download esclusivo ai fan che avessero fatto una donazione all'associazione benefica Adopt-A-Minefield. L'album fu pubblicato con l'etichetta One Little Indian il 24 novembre del 2008. Il nuovo album presenta brani più tradizionali, nei quali sono presenti parti cantate (è la prima volta che compaiono nei dischi del duo). La maggior parte di queste canzoni è eseguita da McCartney.
Il duo ha tratto il titolo "Electric Arguments" dalla poesia Kansas City to St. Louis di Allen Ginsberg.
Nel febbraio del 2009, Sirius XM ha lanciato la Fireman Radio, un canale interamente dedicato alla musica del duo.

## Discografia
- Strawberries Oceans Ships Forest (1993)
- Rushes (1998)
- Electric Arguments (2008)